# Шкељук
Шкељук (рус. Шкелюк) мања је река на југу европског дела Руске Федерације. Протиче преко југозападних делова Краснодарске покрајине, односно преко централног дела њеног Горјачкокључког градског округа.
Лева је притока реке Апчас у коју се улива на њеном 33 км узводно од ушћа у Краснодарско језеро и део басена реке Кубањ и Азовског мора. Укупна дужина водотока је 32 км, а површина сливног подручја око 123 km². 